# جمعية كشافة جنوب السودان
جمعية كشافة جنوب السودان هي المنظمة الكشفية الوطنية في جنوب السودان. وقد تأسست في عام 2011 بعد استقلال جنوب السودان الذي أصبح دولة مستقلة في 9 يوليو 2011، الذي حظة انقسام المنظمة من جمعية الكشافة السودانية، وهي عضو في المنظمة العالمية للحركة الكشفية. في كانون الثاني 2013، تضم الجمعية حوالي 2000 عضوا.
وتعمل المنظمة في مزرعة ريجاف الكشافية في جوبا. كمنظمة وليدة في المنطقة المضطربة، وبعض من مناطق المشكلات تشمل نقص التدريب على القيادة، معدات التدريب والمواد، وشارات كشفية، معدات التخييم، والزي المدرسي والكتب.